# Annabelle Euranie
Annabelle Euranie (Gonesse, 4 de septiembre de 1982) es una deportista francesa que compitió en judo.
Ganó una medalla de plata en el Campeonato Mundial de Judo de 2003 y dos medallas en el Campeonato Europeo de Judo, oro en 2003 y plata en 2015. En los Juegos Europeos de Bakú 2015 consiguió dos medallas, oro por equipo y plata en la categoría de –52 kg.
Participó en los Juegos Olímpicos de Atenas 2004, ocupando el quinto lugar en la categoría de –52 kg.

## Palmarés internacional
| Campeonato Mundial | Campeonato Mundial    | Campeonato Mundial | Campeonato Mundial |
| Año                | Lugar                 | Medalla            | Categoría          |
| ------------------ | --------------------- | ------------------ | ------------------ |
| 2003               | Osaka (Japón)         | Medalla de plata   | –52 kg             |
| Juegos Europeos    |                       |                    |                    |
| Año                | Lugar                 | Medalla            | Categoría          |
| 2015               | Bakú (Azerbaiyán)     | Medalla de oro     | Equipo             |
| 2015               | Bakú (Azerbaiyán)     | Medalla de plata   | –52 kg             |
| Campeonato Europeo |                       |                    |                    |
| Año                | Lugar                 | Medalla            | Categoría          |
| 2003               | Düsseldorf (Alemania) | Medalla de oro     | –52 kg             |
| 2015               | Bakú (Azerbaiyán)     | Medalla de plata   | –52 kg             |